# 塩畑弘之
塩畑 弘之（しおはた ひろゆき、1966年7月28日 - ）は、秋田朝日放送の元アナウンサーで、報道記者。

東京都目黒区生まれ。明治学院大学社会学部を卒業後、エフエム岩手に入社。アナウンサーとして活動後、1992年AAB秋田朝日放送の開局とともに移籍。

## 出演番組
- ニュースステーション秋田中継
- ANNニュース　報道（秋田）

秋田ローカル
- チャンネルeiei金曜版
- スーパーJチャンネルあきた（1998年10月5日～2006年3月31日）